# 2939 Coconino
2939 Coconino eller 1982 DP är en asteroid i huvudbältet som upptäcktes den 21 februari 1982 av den amerikanske astronomen Edward L.G. Bowell vid Anderson Mesa Station. Den är uppkallad efter Coconino County i Arizona.
Asteroiden har en diameter på ungefär 5 kilometer.